# Zespół WAGR
Zespół WAGR (asocjacja WAGR, ang. WAGR syndrome, WAGR complex, Wilms tumor-aniridia syndrome, aniridia-Wilms tumor syndrome) – rzadki, genetycznie uwarunkowany zespół wad wrodzonych (niekiedy traktowany jako asocjacja), charakteryzujący się współistnieniem:
- guza Wilmsa (Wilms' tumor)
- wrodzonego braku tęczówki (aniridia)
- wad wrodzonych układu moczowo-płciowego (genitourinary malformations)
- opóźnienia umysłowego (mental retardation).

Nazwa WAGR jest akronimem angielskich nazw głównych składowych zespołu.

## Patofizjologia
Zespół WAGR spowodowany jest mutacją w regionie 11p13 o charakterze delecji. Delecji ulegają między innymi geny PAX6, odpowiadający za rozwój oka, i gen WT1, którego brak wiąże się z wystąpieniem guza Wilmsa i malformacji układu moczowo-płciowego.

## Objawy i przebieg
Ryzyko guza Wilmsa w zespole WAGR wynosi około 30%. U około 30% pacjentów z zespołem WAGR rozwinie się niewydolność nerek w wieku od 11. do 28. roku życia.

## Historia
Zespół WAGR jako pierwszy opisał R. W. Miller i współpracownicy w 1964 roku.